# Tungnaá
Il Tungnaá è un fiume di origine glaciale che scorre negli Altopiani d'Islanda. 
Trae origine dal versante occidentale del ghiacciaio Vatnajökull, scorre poi in direzione sud-ovest attraverso Tungnaáröræf fino a piegare verso nord in Tungnárkrókur; il percorso del fiume continua attraverso Sigöldulón, Hrauneyjalón, Sporðöldulón fino al bacino artificiale di Sultartangalón, dove si trova la centrale idroelettrica di Sultartangi e dove va a confluire nel fiume Þjórsá, il più lungo dell'Islanda e di cui rappresenta il più grande affluente.
Il fiume è stato intensamente sfruttato per la produzione di energia idroelettrica, con centrali situate a Vatnsfell, Sigalda, Hrauneyjafoss, e Sultartangi.
Due ponti permettono l'attraversamento del fiume.